# Bermuda az 1988. évi nyári olimpiai játékokon
Bermuda a dél-koreai Szöulban megrendezett 1988. évi nyári olimpiai játékok egyik részt vevő nemzete volt. Az országot az olimpián 6 sportágban 12 sportoló képviselte, akik érmet nem szereztek.

## Atlétika
Férfi
| Versenyző    | Versenyszám | Előfutam | Előfutam | Előfutam | Negyeddöntő | Negyeddöntő | Negyeddöntő | Elődöntő | Elődöntő | Elődöntő | Döntő   | Döntő    |
| Versenyző    | Versenyszám | Idő      | Hely.    | Össz.    | Idő         | Hely.       | Össz.       | Idő      | Hely.    | Össz.    | Idő     | Helyezés |
| ------------ | ----------- | -------- | -------- | -------- | ----------- | ----------- | ----------- | -------- | -------- | -------- | ------- | -------- |
| Bill Trott   | 100 m       | 10,69    | 7.       | 54.*     | kiesett     | kiesett     | kiesett     | kiesett  | kiesett  | kiesett  | kiesett | kiesett  |
| Troy Douglas | 200 m       | 20,91    | 2.       | 14.      | 20,70       | 3.          | 11.         | 20,84    | 8.       | 15.      | kiesett | kiesett  |
| Troy Douglas | 400 m       | 45,69    | 2.       | 5.       | 46,28       | 8.          | 29.         | kiesett  | kiesett  | kiesett  | kiesett | kiesett  |
| Mike Watson  | 800 m       | 1:50,16  | 5.       | 43.      | kiesett     | kiesett     | kiesett     | kiesett  | kiesett  | kiesett  | kiesett | kiesett  |
| Mike Watson  | 1500 m      | 3:46,49  | 10.      | 39.      |             |             |             | kiesett  | kiesett  | kiesett  | kiesett | kiesett  |

| Versenyző     | Versenyszám | Selejtező | Selejtező | Döntő    | Döntő    |
| Versenyző     | Versenyszám | Eredmény  | Helyezés  | Eredmény | Helyezés |
| ------------- | ----------- | --------- | --------- | -------- | -------- |
| Nick Saunders | Magasugrás  | 228 cm    | 4.        | 234 cm   | 5.       |
| Brian Wellman | Hármasugrás | 15,47 m   | 34.       | kiesett  | kiesett  |

* - egy másik versenyzővel azonos eredményt ért el

## Lovaglás
Lovastusa
| Versenyző          | Ló            | Versenyszám | Díjlovaglás | Díjlovaglás | Tereplovaglás | Tereplovaglás | Díjugratás | Díjugratás | Végeredmény | Végeredmény |
| Versenyző          | Ló            | Versenyszám | Bünt.       | Hely.       | Bünt.         | Hely.         | Bünt.      | Hely.      | Bünt.       | Helyezés    |
| ------------------ | ------------- | ----------- | ----------- | ----------- | ------------- | ------------- | ---------- | ---------- | ----------- | ----------- |
| Peter Gray         | Somers        | Egyéni      | 75,60       | 37.         | 149,60        | 32.           | 15,50      | 30.        | 240,70      | 31.         |
| Carol Ann Blackman | Sneak Preview | Egyéni      | 92,60       | 47.         | nem ért célba | nem ért célba | kiesett    | kiesett    | kiesett     | kiesett     |

## Ökölvívás
| Versenyző     | Versenyszám   | Selejtező         | 32-es főtábla              | Nyolcaddöntő                  | Negyeddöntő       | Elődöntő          | Döntő             | Helyezés |
| Versenyző     | Versenyszám   | Ellenfél Eredmény | Ellenfél Eredmény          | Ellenfél Eredmény             | Ellenfél Eredmény | Ellenfél Eredmény | Ellenfél Eredmény | Helyezés |
| ------------- | ------------- | ----------------- | -------------------------- | ----------------------------- | ----------------- | ----------------- | ----------------- | -------- |
| Quinn Paynter | Nagyváltósúly | erőnyerő          | Johnny de Lima (DEN) · RSC | Vincenzo Nardiello (ITA) · KO | kiesett           | kiesett           | kiesett           | 9.       |

## Tenisz
Férfi
| Versenyző   | Versenyszám | 64-es főtábla                      | 32-es főtábla     | Nyolcaddöntő      | Negyeddöntő       | Elődöntő          | Döntő             | Helyezés |
| Versenyző   | Versenyszám | Ellenfél Eredmény                  | Ellenfél Eredmény | Ellenfél Eredmény | Ellenfél Eredmény | Ellenfél Eredmény | Ellenfél Eredmény | Helyezés |
| ----------- | ----------- | ---------------------------------- | ----------------- | ----------------- | ----------------- | ----------------- | ----------------- | -------- |
| Steve Alger | Egyes       | Jakob Hlasek (SUI) · 3–6, 4–6, 2–6 | kiesett           | kiesett           | kiesett           | kiesett           | kiesett           | 33.      |

## Úszás
Férfi
| Versenyző      | Versenyszám | Előfutam | Előfutam | Előfutam | Döntő   | Döntő   | Döntő   | Helyezés |
| Versenyző      | Versenyszám | Idő      | Hely.    | Össz.    | Típus   | Idő     | Hely.   | Helyezés |
| -------------- | ----------- | -------- | -------- | -------- | ------- | ------- | ------- | -------- |
| Victor Ruberry | 100 m mell  | 1:09,49  | 8.       | 53.      | kiesett | kiesett | kiesett | kiesett  |

## Vitorlázás
Nyílt
| Versenyző                    | Versenyszám | Futam | Futam | Futam | Futam | Futam | Futam | Futam  | Pontszám | Helyezés |
| Versenyző                    | Versenyszám | 1     | 2     | 3     | 4     | 5     | 6     | 7      | Pontszám | Helyezés |
| ---------------------------- | ----------- | ----- | ----- | ----- | ----- | ----- | ----- | ------ | -------- | -------- |
| Eddie Bardgett Glenn Astwood | Tornádó     | 23,0  | 21,0  | 24,0  | 26,0  | 18,0  | 23,0  | (30,0) | 135,0    | 18.      |